# Напроксен
Напроксе́н (англ. Naproxen) — лекарственное средство, нестероидный противовоспалительный препарат из группы производных нафтил пропионовой кислоты. Напроксен представляет собой белый кристаллический порошок, нерастворимый в воде. Натриевая соль напроксена растворима.

## Общая информация
По сравнению с ортофеном обладает менее сильной противовоспалительной, но более выраженной анальгезирующей активностью. Оказывает более продолжительное действие, чем другие противовоспалительные препараты.

## Применение в лечебной практике
Медицинское применение напроксена связано с его противовоспалительным действием. Напроксен используется для лечения различных состояний и симптомов, вызванных чрезмерным воспалением, таких как боль и лихорадка (напроксен обладает жаропонижающими свойствами в дополнение к его противовоспалительной активности). Противовоспалительные свойства напроксена могут облегчить боль, вызванную такими состояниями, как мигрень, остеоартрит, камни в почках, ревматоидный артрит, псориатический артрит, подагра, анкилозирующий спондилоартрит, менструальные судороги, тендинит и бурсит.
Из-за своего механизма действия напроксен не помогает при лечении невоспалительных причин боли (например, диабетической боли в нервах).
Напроксен натрия используется в качестве «промежуточной терапии» при головной боли, вызванной чрезмерным приемом лекарств, чтобы постепенно отменять другие лекарства.
На российском рынке напроксен представлен препаратами Налгезин, Тералив, Мотрин.

### Лечение мигрени
Нестероидные противовоспалительные препараты (НПВП) используются для лечения головных болей мигрени. 22 мая 2013 года были исследованы клинические испытания, в которых напроксен использовался для лечения головной боли мигрени. Было найдено шесть исследований хорошего качества, в которых приняли участие около 2700 человек.
Напроксен был более эффективен, чем плацебо, для облегчения головной боли мигрени у взрослых, но незначительно. Из-за того, что головная боль была описана как умеренная или тяжёлая, около 2 из 10 человек (17 %) не испытали боли в течение двух часов при лечении напроксеном. Однако около 1 из 10 (8 %) не испытывали боли в течение двух часов при лечении плацебо. Почти у 5 из 10 было некоторое облегчение головной боли при приеме напроксеном и у 3 из 10 при приеме плацебо. Напроксен не так хорош, как некоторые другие лекарства, такие как ибупрофен или суматриптан. Сообщалось о головокружении, одышках (парестезии), сонливости, тошноте, диспепсии, сухости во рту и дискомфорте в области живота при дозе 825 мг. Эти эффекты, как правило, были от лёгкой до умеренной степени тяжести и редко приводили к отрыву от исследований.
Напроксен не является хорошим препаратом для лечения мигрени в дозах 500 мг или 825 мг, используемых в исследованиях, которые были обнаружены.
В одном из обзоров оценивались данные 1509 участников из 15 рандомизированных двойных слепых плацебо-контролируемых клинических испытаний напроксена или напроксена натрия у взрослых с острой послеоперационной болью средней и тяжёлой степени. При дозах, эквивалентных 500 мг и 400 мг, принимаемый перорально напроксен обеспечивал эффективную анальгезию. Около половины из получающих лечение испытывали по меньшей мере в половину меньше боли в течение четырёх-шести часов, а эффект продолжался, в среднем, до девяти часов. Связанные нежелательные явления не отличались от плацебо, но эти исследования имеют ограниченное применение для изучения нежелательных явлений.

### Доступные рецептуры
Напроксен натрия доступен как в форме для немедленного высвобождения, так и в виде таблетки с пролонгированным высвобождением. Препараты с пролонгированным высвобождением требуют больше времени до начала действия, чем препараты с немедленным высвобождением, и поэтому менее применимы, когда желательно немедленное облегчение боли. Препараты с расширенным высвобождением больше подходят для лечения хронических или длительных состояний, при которых желательно долгосрочное облегчение боли.

### Беременность и лактация
Небольшое количество напроксена выводится с грудным молоком. Однако неблагоприятные эффекты нетипичны для младенцев, кормящихся от матери, принимающей напроксен. Напроксен запрещен к приему во время беременности и при грудном вскармливании.

### Диагностика
Напроксен используется для дифференциации между инфекционной лихорадкой и лихорадкой, связанной с опухолевыми или соединительными тканями. Хотя литература неубедительна, считается, что напроксен может помочь дифференцировать их своей эффективностью в их снижении; в некоторых исследованиях напроксен уменьшал неопластические лихорадки намного лучше, чем уменьшал инфекционные лихорадки. Эта информация потенциально может быть использована для идентификации этиологии лихорадки пациента, которая может быть сложной у пациентов с онкологическими заболеваниями (которые часто подвергаются повышенному риску заражения в первую очередь).

## Побочные эффекты
Общие побочные эффекты включают головокружение, сонливость, головную боль, сыпь, кровоподтеки и желудочно-кишечные расстройства.  Использование в высоких дозах связано с повышенным риском почечной недостаточности. Ототоксичен (может ухудшать слух).

### Желудочно-кишечные побочные эффекты
Как и другие селективные НПВП, не содержащие ЦОГ-2, напроксен может вызывать проблемы с желудочно-кишечным трактом: изжога, запор, диарея, язвы и желудочные кровотечения. Напроксен следует принимать перорально вместе с пищей, чтобы уменьшить риск побочных эффектов со стороны желудочно-кишечного тракта. Пациенты с язвами или воспалительным заболеванием кишечника в истории должны проконсультироваться с врачом, прежде чем принимать напроксен. В США напроксен продается с короткими предупреждениями о риске язв желудочно-кишечного тракта или кровотечения. Напроксен представляет собой промежуточный риск язв желудка по сравнению с ибупрофеном, который является малорисковым, и индометацином, который является высокорискованным. Для снижения риска изъязвления желудка его часто объединяют с ингибитором протонного насоса (лекарство, которое уменьшает выработку кислоты в желудке) при длительном лечении тех, у кого уже появились язвы желудка, или истории развития язв желудка при приеме НПВП.

### Сердечно-сосудистые побочные эффекты
ЦОГ-2 селективные и неселективные НПВП были связаны с увеличением числа серьёзных и потенциально смертельных сердечно-сосудистых событий, таких как инфаркт миокарда и инсульты. Вместе с тем, Напроксен связан с наименьшим общим сердечно-сосудистым риском. Сердечно-сосудистый риск следует учитывать при назначении любого нестероидного противовоспалительного препарата. Препарат имел примерно 50 % связанного с ним риска развития инсульта по сравнению с ибупрофеном и был связан с уменьшением числа инфарктов миокарда по сравнению с контрольными группами.
В исследовании было установлено, что высокодозовый напроксен вызывает почти полное подавление тромбоксана тромбоцитов в течение интервала дозирования и, как представляется, не увеличивает риск сердечно-сосудистых заболеваний (ССЗ), тогда как другие не аспириновые схемы с высокими дозами НПВП имели только временные эффекты на тромбоциты ЦОГ-1 и были связаны с небольшой, но определённой сосудистой опасностью. Напротив, напроксен ассоциировался с более высокими показателями осложнений кровотечения в верхних отделах желудочно-кишечного тракта по сравнению с другими НПВП.
В 2015 году FDA США ужесточило предупреждения повышенного риска сердечного приступа и риска инсульта, связанные с ибупрофеном и связанными с ним НПВП (в частности, напроксеном); аспирин, несмотря на то, что он является НПВП, был специфически исключён, как не подходящий под это предупреждение.

## Взаимодействия

### Взаимодействие с лекарствами
Напроксен может взаимодействовать с антидепрессантами, литием, метотрексатом, пробенецидом, варфарином и другими разбавителями крови, лекарствами для сердца или для кровяного давления, включая диуретики или стероидные лекарства, такие как преднизон.
НПВС, такие как напроксен, могут уменьшать эффективность антидепрессантов SSRI, а также увеличивать риск кровотечения, превышающий риск индивидуального кровотечения любого класса агента при совместном использовании. Напроксен не противопоказан при использовании СИОЗС, хотя одновременное использование препаратов следует делать с осторожностью.

### Взаимодействие с пищей
Потребление алкоголя увеличивает риск желудочно-кишечного кровотечения в сочетании с НПВП, например напроксен дозозависимым образом (то есть чем выше доза напроксена, тем выше риск кровотечения). Самый высокий риск для людей, которые пьют крепкие алкогольные напитки.

## Фармакологическое действие
НПВП, оказывает противовоспалительное, анальгезирующее и жаропонижающее действие, связанное с неселективным подавлением активности ЦОГ-1 и ЦОГ-2, регулирующих синтез Pg.

## Фармакокинетика
Абсорбция из желудочно-кишечного тракта — быстрая и полная, биодоступность — 95 % (прием пищи практически не влияет ни на полноту, ни на скорость всасывания). TCmax — 2-4 ч, связь с белками плазмы — 98-99 %, T½ — 12-15 ч. Метаболизм — в печени до диметилнапроксена с участием ферментной системы CYP2C9. Клиренс — 0.13 мл/мин/кг. Выводится на 98 % почками, 10 % из них выводится в неизмененном виде; с желчью — 0.5-2.5 %. Css определяется через 4-5 дня. При хронической почечной недостаточности возможна кумуляция метаболитов.

## Показания
Воспалительные и дегенеративные заболевания опорно-двигательного аппарата: ревматоидный, ювенильный хронический, подагрический артрит, анкилозирующий спондилоартрит (болезнь Бехтерева), остеоартроз. Болевой синдром: миалгия, оссалгия, невралгия, посттравматический болевой синдром. Синусит. Лихорадочный синдром.

## Противопоказания
Гиперчувствительность, эрозивно-язвенные поражения ЖКТ и 12-перстной кишки, полное или неполное сочетание бронхиальной астмы, рецидивирующего полипоза носа и околоносовых пазух и непереносимости АСК или других НПВП (в том числе в анамнезе), угнетение костномозгового кроветворения, тяжёлая почечная недостаточность (КК менее 30 мл/мин), активное желудочно-кишечное кровотечение, воспалительные заболевания ЖКТ, прогрессирующие заболевания почек, тяжёлая печёночная недостаточность или активное заболевание печени, состояние после проведения АКШ; подтверждённая гиперкалиемия, беременность, период лактации, детский возраст (до 1 года).

### C осторожностью
Хроническая сердечная недостаточность, ишемическая болезнь сердца, цереброваскулярные заболевания, дислипидемия/гиперлипидемия, сахарный диабет, заболевания периферических артерий, курение, КК менее 60 мл/мин, язвенные поражения ЖКТ в анамнезе, наличие инфекции Н. pylori, длительное использование НПВП, алкоголизм, тяжёлые соматические заболевания, пожилой возраст, одновременный приём пероральных ГКС (в том числе преднизолона), антикоагулянтов (в том числе варфарина), антиагрегантов (в том числе ацетилсалициловой кислоты, клопидогрела), селективных ингибиторов обратного захвата серотонина (в том числе циталопрама, флуоксетина, пароксетина, сертралина), детский возраст (до 16 лет).

## Формы выпуска
Таблетки по 0,22; 0,25; 0,275; 0,375; 0,5 и 0,55 г; комбинированные таблетки «Пенталгин Н», содержащие напроксен; 2,4- и 2,5%-е суспензии во флаконах по 100 мл; ректальные супозитории по 0,25 и 0,5 г. Выпускается также для ветеринарных целей: во флаконах по 2 г с приложением растворителя (19 мл).

## Режим дозирования
Внутрь. Таблетки следует принимать целиком, запивая жидкостью, можно принимать во время еды. В острой стадии заболевания — по 0,5-0,75 г 2 раза в сутки. Максимальная суточная доза — 1,75 г. Для поддерживающей терапии — в средней суточной дозе 500 мг за 2 приема (утром и на ночь). При остром приступе подагры первая доза — 825 мг; затем — 275 мг каждые 8 ч. При альгодисменорее — в первой дозе 500 мг, затем по 275 мг каждые 6-8 ч в течение 3-4 дней. При мигрени — 500 мг. Ректальные свечи назначают обычно на ночь (по 1 свече 0,5 г). При необходимости применения напроксена в высоких дозах можно сочетать назначение в свечах и в таблетках. Детям в возрасте от 1 года до 5 лет — в суточной дозе 2,5-5 мг/кг в 1-3 приема; курс лечения не должен превышать 14 дней. При ювенильном артрите у детей старше 5 лет суточная доза — 10 мг/кг. Предпочтительной лекарственной формой для детей является суспензия.

## Побочные эффекты
НПВП-гастропатия (поражение антрального отдела желудка в виде эритемы слизистой оболочки, кровоизлияний, эрозий и язв). Тошнота, рвота, дискомфорт в эпигастрии, кожная сыпь, крапивница, ангионевротический отек; головная боль, сонливость, шум в ушах, головокружение, слабость, замедление скорости реакции; эрозивно-язвенные поражения др. отделов ЖКТ, кровотечения и перфорации ЖКТ; эозинофильная пневмония; тромбоцитопения, гранулоцитопения, апластическая анемия, гемолитическая анемия; снижение слуха, нарушение функции почек или печени.

### Передозировка

#### Симптомы
Изжога, диспепсия, тошнота, рвота, сонливость.

#### Лечение
Промывание желудка, активированный уголь — 0,5 г/кг. Диализ неэффективен.

## Особые указания
При необходимости определения 17-кетостероидов препарат, как правило, отменяют за 48 ч. до исследования. Необходимо контролировать функции печени и почек, состав периферической крови. Напроксен увеличивает время кровотечения, что может вызвать некоторые проблемы. Для снижения риска развития нежелательных явлений со стороны ЖКТ используют минимальную эффективную дозу минимально возможным коротким курсом.

## Взаимодействие
При одновременном назначении может вызвать уменьшение диуретического эффекта фуросемида; усиление эффекта непрямых антикоагулянтов. Повышает токсичность фенитоина, сульфаниламидов, метотрексата (блокирует канальцевую секрецию). Снижает гипотензивный эффект бета-адреноблокаторов. Снижает выведение Li+ и увеличивает его концентрацию в плазме. Антацидные лекарственные средства, содержащие Mg2+ и Al3+, уменьшают абсорбцию напроксена. Миелотоксические лекарственные средства усиливают проявления гематотоксичности препарата.

## Исследования
Напроксен может иметь противовирусную активность против гриппа. В лабораторных исследованиях он блокирует РНК-связывающую канавку нуклеопротеина вируса, предотвращая образование комплекса рибонуклеопротеинов, тем самым выворачивая вирусные нуклеопротеины из кровообращения.

## Использование в ветеринарии

### Использование на лошадях
Напроксен вводится перорально лошадям в дозе 10 мг/кг и, как оказалось, имеет большой запас прочности (без токсичности при назначении в три раза рекомендуемой дозы в течение 42 дней). Он более эффективен при миозите, чем обычно используемый НПВП фенилбутазон, и показал особенно хорошие результаты для лечения экзистенциального рабдомиолиза лошадей, заболевания мышечного расстройства, но менее часто используется для лечения скелетно-мышечной болезни.